# Agyrta micilia
Agyrta micilia är en fjärilsart som beskrevs av Pieter Cramer 1780. Agyrta micilia ingår i släktet Agyrta och familjen björnspinnare. Inga underarter finns listade i Catalogue of Life.

## Bildgalleri

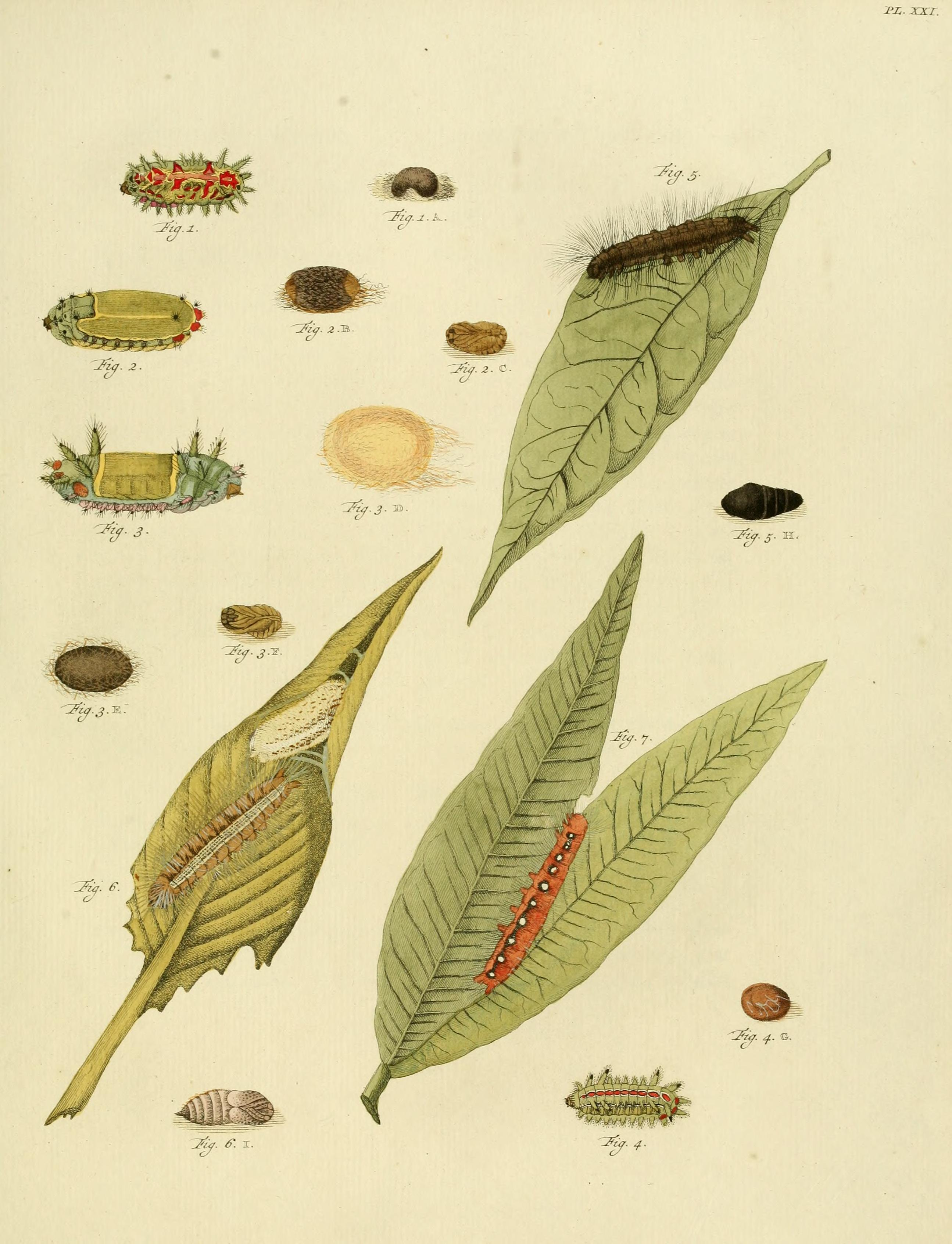
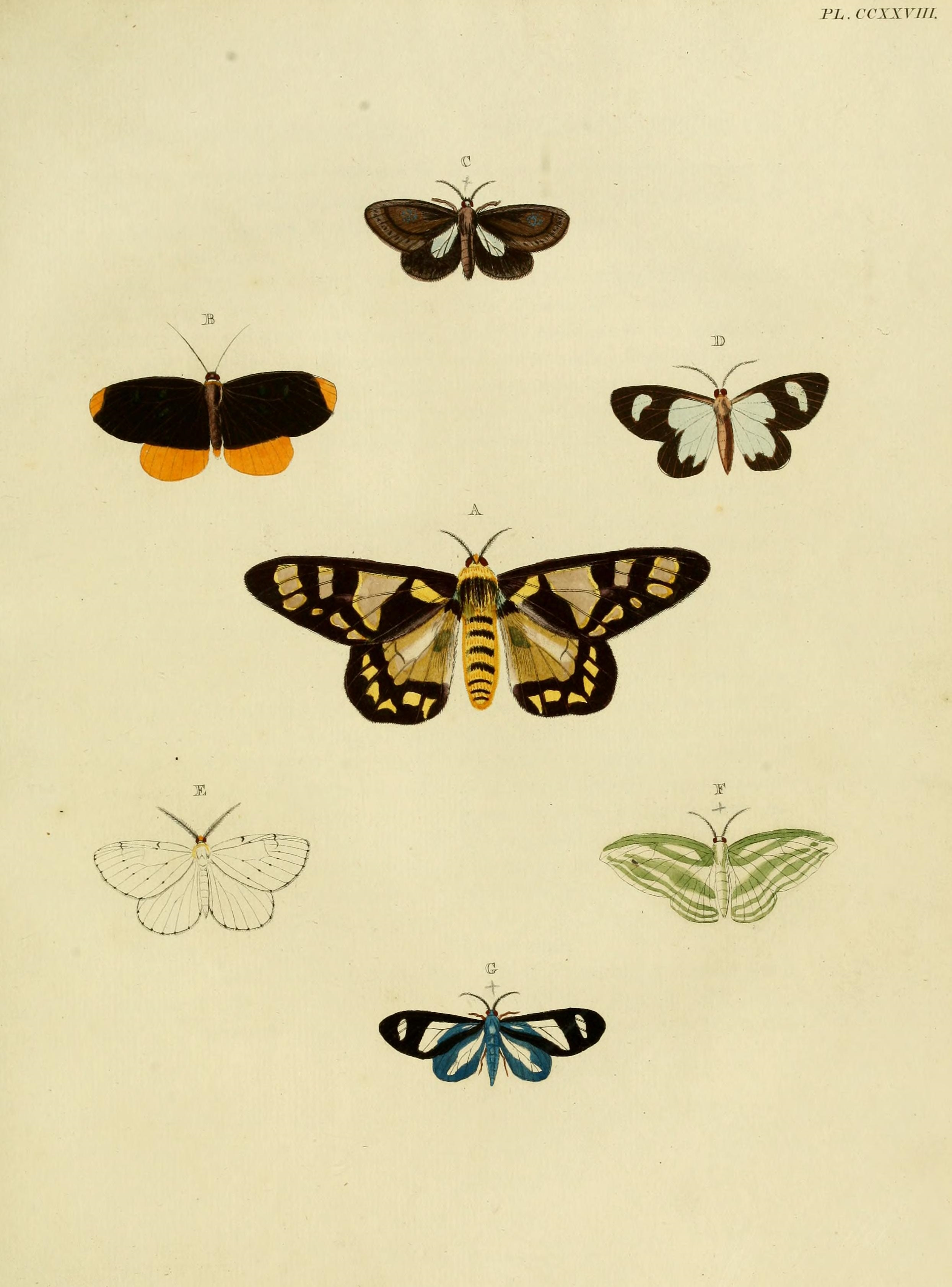